# Decembrie 2004
Acest articol este generat integral pe baza informațiilor din articolul 2004 și este actualizat periodic de un robot.
 Editările făcute în articol vor fi șterse la următoarea actualizare! Dacă doriți să faceți modificări, editați articolul-sursă.

ianuarie -
februarie -
martie -
aprilie -
mai -
iunie -
iulie -
august -
septembrie -
octombrie -
noiembrie -
decembrie
Decembrie 2004 a fost a douăsprezecea lună a anului și a început într-o zi de miercuri.

## Evenimente

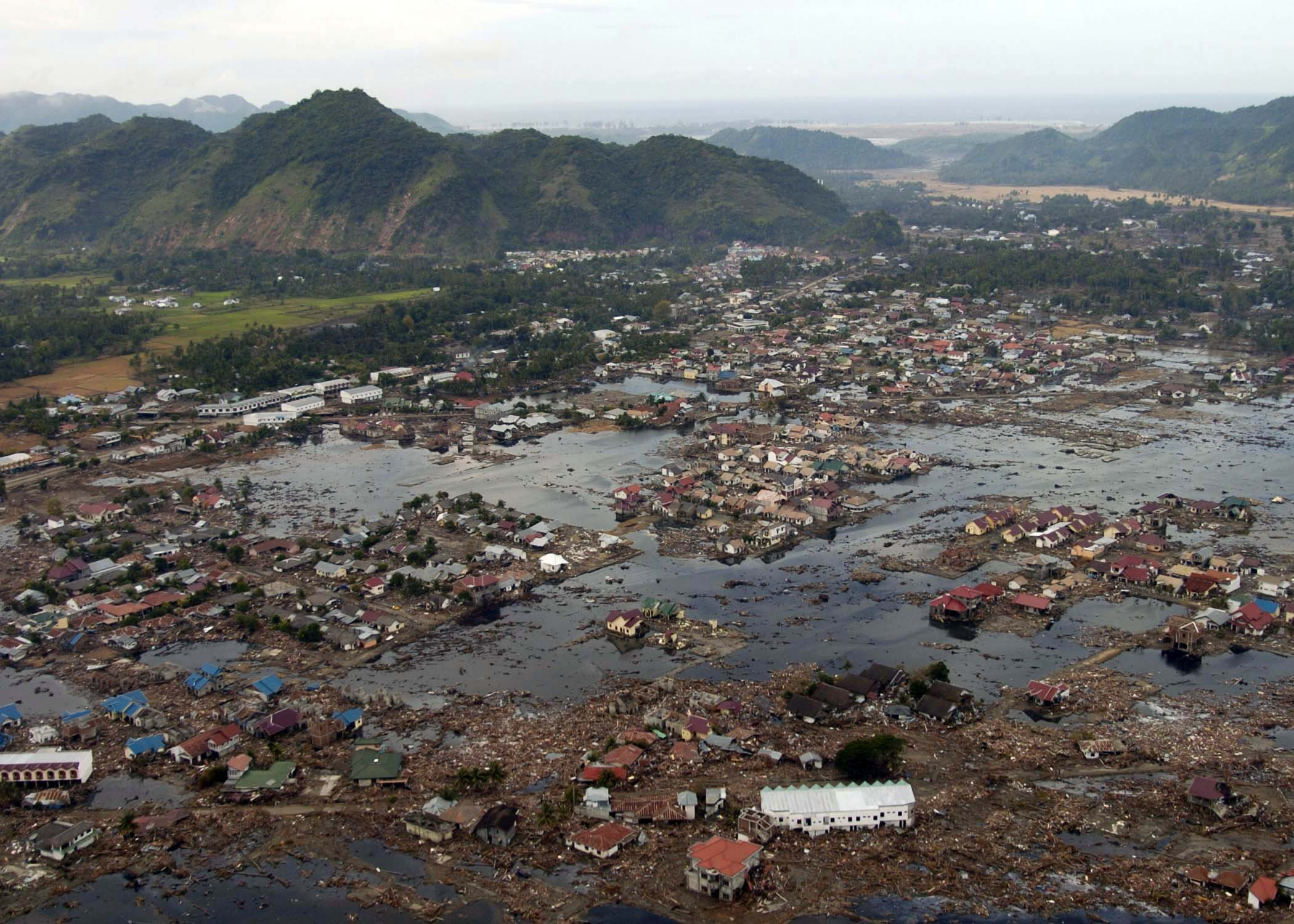
Cutremur în Indonezia

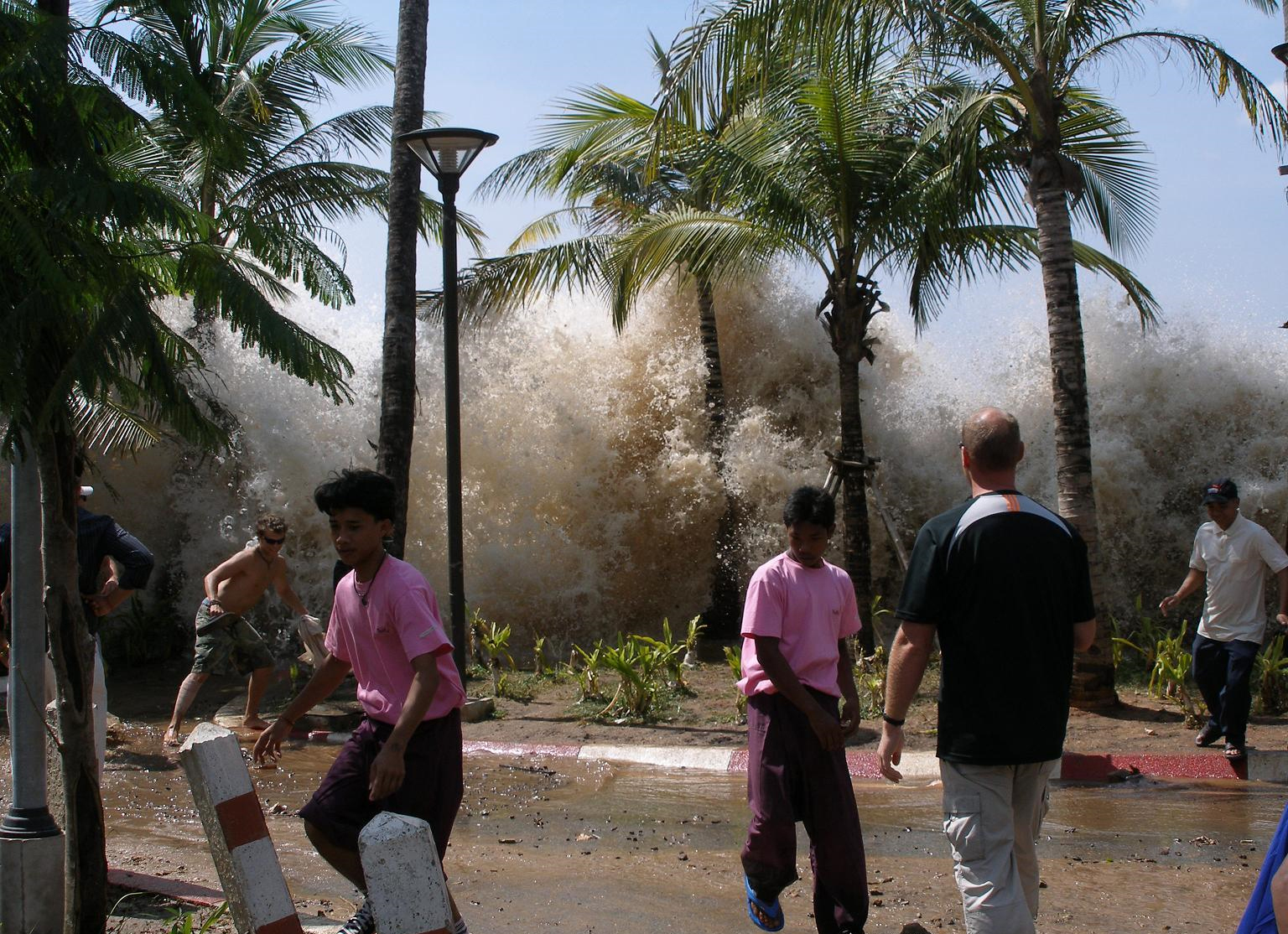
Tsunami în Indonezia

- 1 decembrie: Președintele Biroului Electoral Central declară că sesizarea Alianței PNL-PD, Dreptate și Adevar, privind anularea alegerilor a fost respinsă cu majoritate de voturi, iar diferența de voturi nule s-a înregistrat din pricina unei erori săvârșite de un număr neprecizat de comisii electorale.[1]
- 5 decembrie: Cupa Davis 2004 a fost câștigată de Spania care a învins SUA cu scorul de 3-2.
- 7 decembrie: O parte dintre jurnaliștii Televiziunii publice declară în cadrul unei conferințe de presă cenzura la care sunt supuși angajații din TVR.[2][3] O serie de organizații neguvernamentale au adresat jurnaliștilor o scrisoare deschisă pentru un examen de conștiință.[4]
- 8 decembrie: Potrivit unui sondaj realizat de IMAS în ceea ce privește intenția de vot pentru turul doi al alegerilor prezidențiale, Adrian Năstase este creditat cu 57%  iar Traian Băsescu cu 43%.[5]
- 10 decembrie: Președintele Ion Iliescu îl decorează pe liderului peremist, Corneliu Vadim Tudor, cu Ordinul național „Steaua României” în grad de Cavaler, pentru „contribuția meritorie la desfașurarea actului legislativ, la adoptarea unor legi fundamentale, necesare dezvoltării țării”.
- 12 decembrie: Alegeri prezidențiale în România: Al doilea tur de scrutin îl desemnează câștigător pe Traian Băsescu care obține 51,23% din voturi în fața lui Adrian Năstase cu 48,77% din voturi.
- 13 decembrie: Se deschide Teatrul independent „Arca” cu spectacolul Top Dogs regizat de Theo Herghelegiu.

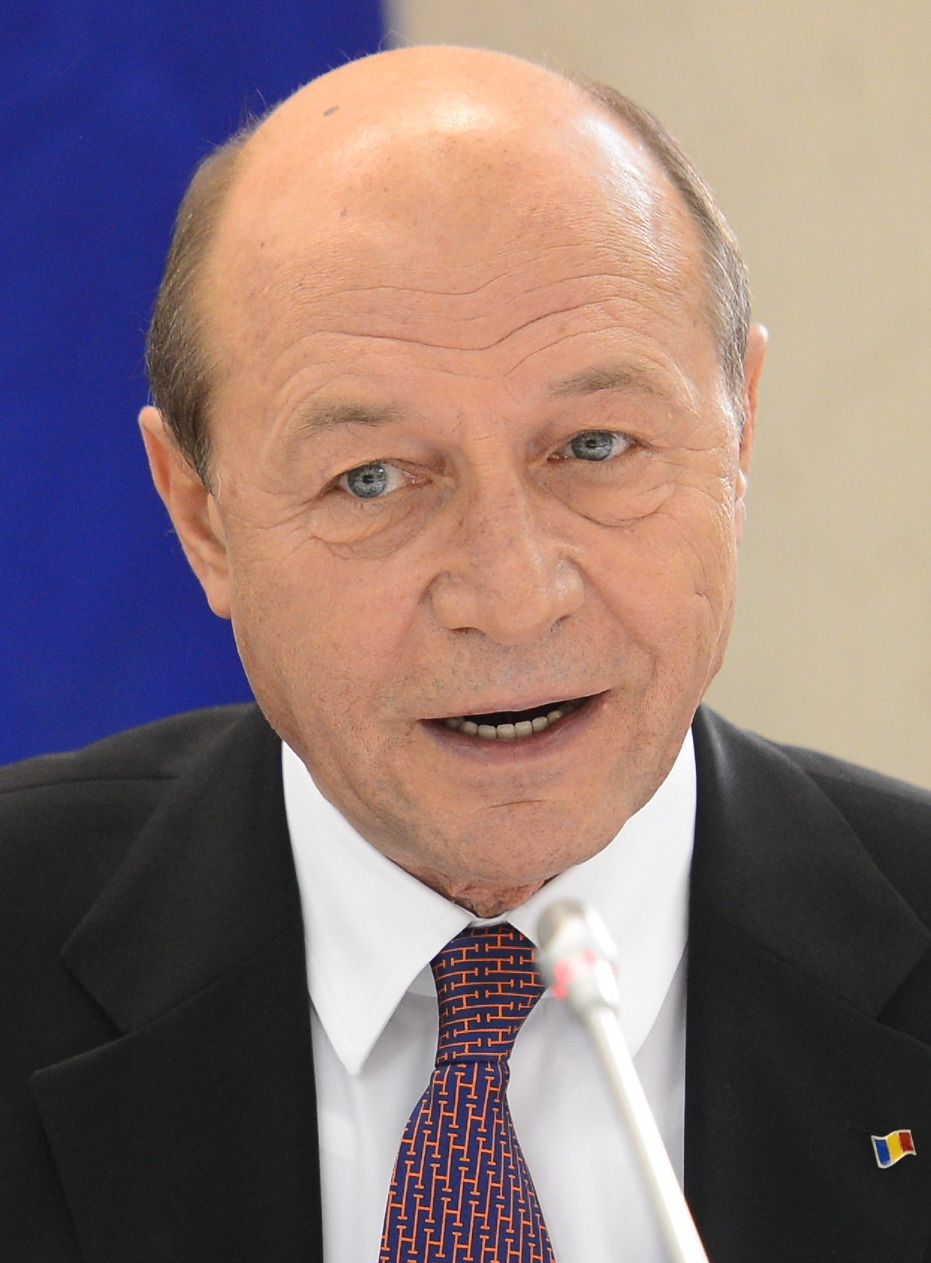
12 decembrie: Traian Băsescu este ales cu 51,23% din voturi în fața lui Adrian Năstase și devine cel de-al treilea președinte al României post-decembriste.

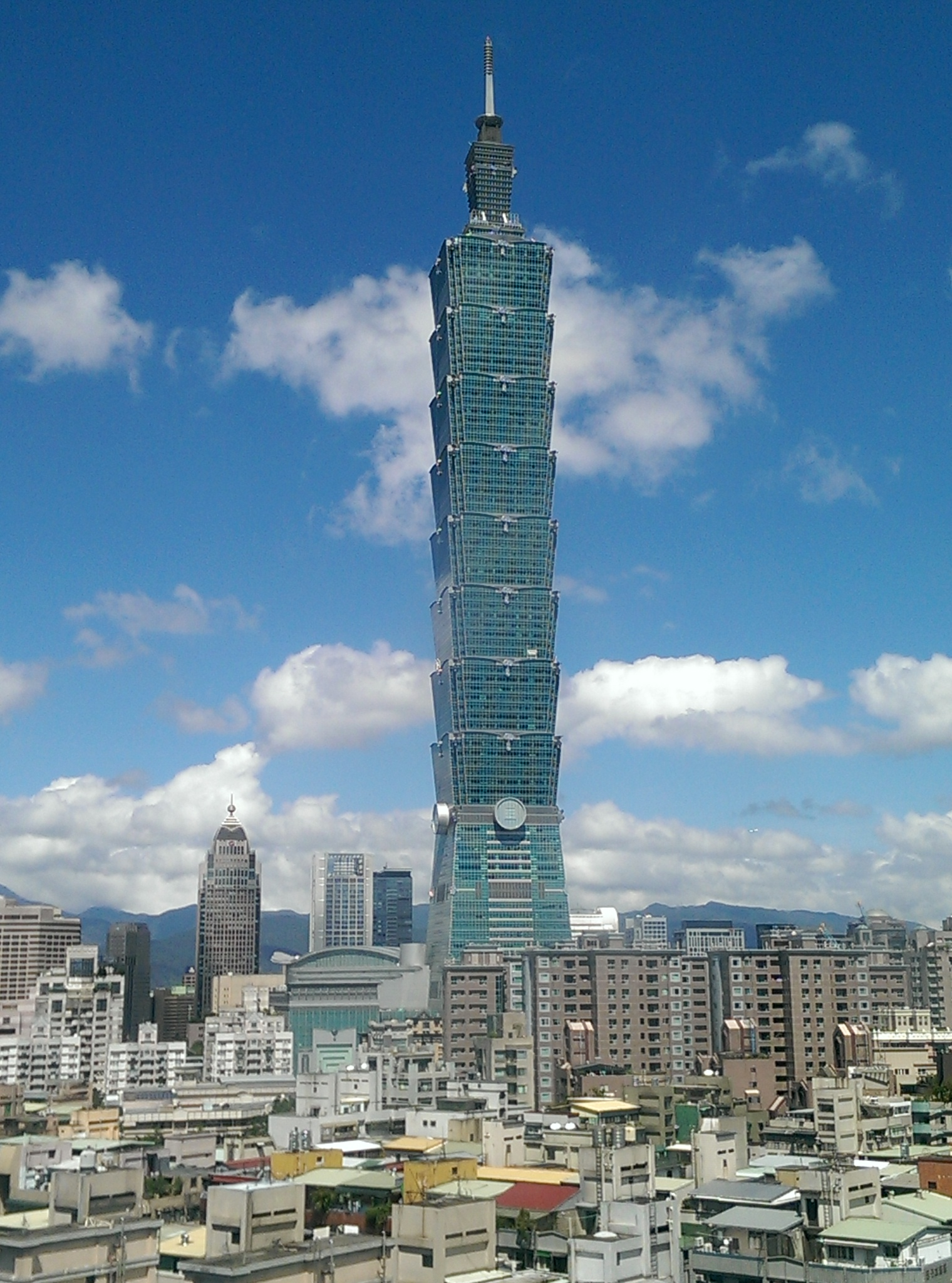
31 decembrie: Taipei 101 devine cea mai înaltă clădire din lume. Va deține acest record în perioada 2004-2009.

- 15 decembrie: Cu trei zile înainte de expirarea legală a mandatului prezidențial, Ion Iliescu a semnat decretul prin care îl grațiază pe Miron Cozma, liderul minerilor. A doua zi e a revocat propriul decret de grațiere. Cozma a fost condamnat la 18 ani de închisoare, pentru subminarea puterii de stat în septembrie 1991 și a fost încarcerat 8 ani mai târziu, în februarie 1999.[7][8][9]
- 16 decembrie: Parlamentul European a votat raportul referitor la progresele României pe calea aderarii la Uniunea Europeană și recomandă semnarea Tratatului de aderare în primăvara anului viitor și aderarea efectivă la 1 ianuarie 2007.
- 20 decembrie: Un grup de hoți au furat 50 de milioane dolari de la Banca Nordică din Belfast, Irlanda de Nord. Jaful este considerat unul dintre cele mai mari din istoria Regatului Unit.
- 20 decembrie: Adrian Năstase și Nicolae Văcăroiu au fost aleși președinți ai Camerei și Senatului, cu ajutorul PRM și PUR și în absența PNL și PD care au părăsit lucrările.
- 21 decembrie: Traian Băsescu preia mandatul de șef al statului. Este primul președinte al României cu mandat de 5 ani, după ce Constituția a fost modificată în 2003 extinzând mandatul prezidențial de la 4 la 5 ani.
- 22 decembrie: Președintele Băsescu l-a desemnat pe liderul PNL, Călin Popescu-Tăriceanu, în funcția de prim-ministru.
- 26 decembrie: Cutremur cu magnitudinea de 9 grade pe scara Richter în Oceanul Indian, cel mai puternic cutremur în ultimii 40 de ani, peste 290.000 de persoane decedate din 12 țări Indonezia, Sri Lanka, India, Thailanda, Somalia, Maldive, Myanmar, Tanzania, Seychelles, Bangladesh, Kenya.
- 26 decembrie: Alegeri prezidențiale în Ucraina: Al treilea tur de scrutin a fost câștigat de Viktor Iușcenko cu 51,99 % din totalul voturilor exprimate. Viktor Ianukovici a obținut 44,19 %.
- 28 decembrie: Guvernul condus de noul prim-ministru desemnat, Călin Popescu Tăriceanu, este validat de către Parlamentul României.
- 30 decembrie: Un incendiu într-un club de noapte din Buenos Aires omoară 194 de persoane în timpul unui concert rock.
- 31 decembrie: Taipei 101 devine cea mai înaltă clădire din lume. Va deține acest record în perioada 2004-2009.[10]
- 31 decembrie: Prim-ministrul ucrainean Viktor Ianukovici demisionează.
- 31 decembrie: România și Bulgaria închid neocierile de aderare la Uniunea Europeană.

## Decese
- 1 decembrie: Prințul Bernhard de Lippe-Biesterfeld (n. Bernhard Leopold Frederik Everhard Julius Coert Karel Godfried Pieter), 93 ani (n. 1911)
- 2 decembrie: Larry Buchanan, 81 ani, regizor, producător și scenarist de filme, american (n. 1923)
- 2 decembrie: Alicia Markova, 94 ani, balerină britanică (n. 1910)
- 3 decembrie: Shiing-Shen Chern, 93 ani, matematician american, de etnie chineză (n. 1911)
- 4 decembrie: Carl Esmond (n. Karl Simon), 102 ani, actor de film, de televiziune și de teatru austriac (n. 1902)
- 4 decembrie: Teo Peter (Teofil Peter), 50 ani, muzician român (Compact), (n. 1954)
- 6 decembrie: Gherasim Cucoșel, 80 ani, episcop român (n. 1924)
- 6 decembrie: Raymond Goethals, 83 ani, fotbalist (portar) și antrenor belgian (n. 1921)
- 8 decembrie: Darrell Lance Abbott, 38 ani, chitarist american (Pantera, Damageplan) (n. 1966)
- 10 decembrie: Victor Apostolache, 58 ani, senator român (1992-2004), (n. 1946)
- 15 decembrie: Lucien Musset, 82 ani, istoric francez (n. 1922)
- 19 decembrie: Herbert Charles Brown, 92 ani, chimist britanic, laureat al Premiului Nobel (1979), (n. 1912)
- 19 decembrie: Gheorghe Tătaru, 56 ani, fotbalist român, (n. 1948)
- 19 decembrie: Renata Tebaldi (n. Renata Ersilia Clotilde Tebaldi), 82 ani, soprană italiană (n. 1922)
- 23 decembrie: Peter Beazley, 82 ani, politician britanic (n. 1922)
- 23 decembrie: P. V. Narasimha Rao (n. Pamulaparthi Venkata Narasimha Rao), 83 ani, politician indian, prim-ministru al Indiei (1991-1996), (n. 1921)
- 24 decembrie: Ernst Christian, 84 ani, scriitor german născut în România (n. 1920)
- 24 decembrie: Abdul Rahman Munif, 70 ani, scriitor saudit (n. 1933)
- 25 decembrie: Romulus Neagu, 74 ani, deputat român (1996-2000), (n. 1930)
- 27 decembrie: Ferenc Bessenyei, 85 ani, actor maghiar (n. 1919)
- 28 decembrie: Susan Sontag (n. Susan Rosenblatt), 71 ani, critic literar american (n. 1933)
- 28 decembrie: Tzvi Tzur (n. Tzvi Czertenko), 80 ani, general israelian (n. 1923)
- 29 decembrie: Julius Axelrod, 92 ani, chimist american de etnie evreiască, laureat al Premiului Nobel (1970), (n. 1912)
- 30 decembrie: Jacques Van Herp, 81 ani, editor, antologator și scriitor belgian (n. 1923)
- 30 decembrie: Artie Shaw (n. Arthur Jacob Arshawsky), 94 ani, muzician american (n. 1910)
- 31 decembrie: Gérard Debreu, 83 ani, economist francez, laureat al Premiului Nobel (1983), (n. 1921)